# Armadillidium quinquepustulatum
Armadillidium quinquepustulatum är en kräftdjursart som beskrevs av Gustav Budde-Lund 1885. Armadillidium quinquepustulatum ingår i släktet Armadillidium och familjen klotgråsuggor. Inga underarter finns listade i Catalogue of Life.